# Bathory (film)
Pour les articles homonymes, voir Bathory.
Pour plus de détails, voir Fiche technique et Distribution.
Chroniques d'Erzebeth : Le Royaume assailli (titre original : Bathory, en anglais : Bathory: Countess of Blood) est un drame historique tchéco-slovaque écrit et réalisé par Juraj Jakubisko et sorti en 2008.

## Synopsis
Erzsébet Báthory, une comtesse hongroise des XVIe et XVIIe siècles, effectue des expériences médicales et des autopsies rudimentaires dans un « hôpital » situé dans les sous-sols de son château. Elle est en relation avec une sorcière réputée, Darvulia, qui la sauvegarde de tout empoisonnement et lui promet un fils et la beauté éternelle. En retour, Erzsébet doit sacrifier à la fois l'amour et sa réputation. Darvulia devient bientôt la compagne d'Erzsébet. Pendant ce temps, les jeunes filles de la région meurent de causes apparemment indépendantes, et Erzsébet se baigne dans une grande cuve de liquide rouge alors que les cadavres mutilés des filles sont enterrés à proximité. Deux moines concluent plus tard que le liquide n'est pas du sang mais simplement de l'eau colorée de rouge au moyen d'herbes.
Après la mort de son mari, Ferenc Nádasdy, Erzsébet se querelle avec l'intrigant György Thurzó et l'éconduit, ayant un amour non partagé pour le célèbre peintre italien Le Caravage. Une connaissance de Thurzó, qui connaît bien les herbes maléfiques, lui propose de l'aider à se venger du rejet de la comtesse. Peu de temps après, Erzsébet a des visions irréelles. Dans l'une de ces visions, elle frappe une femme à mort avec des ciseaux. Par la suite, elle confesse à Darvulia qu'elle ne peut plus rêver de la réalité. Darvulia découvre que quelqu'un a placé des champignons hallucinogènes dans les boissons d'Erzsébet mais elle soupçonne Darvulia d'en être elle-même responsable[pas clair]. Thurzó et sa femme s'emparent alors de Darvulia et la torturent, lui coupant la langue. Avant de mourir, elle écrit le nom de Thurzó dans le sang sur son mur cellulaire. Erzsébet jure de la venger.
Thurzó recrute les beaux-fils d'Erzsébet et d'autres alliés pour la poursuivre pour sorcellerie, mais leurs projets échouent à plusieurs reprises. Ils capturent néanmoins la comtesse et torturent les membres de sa maisonnée pour tenter d'obtenir des informations compromettantes. Les serviteurs sont ensuite exécutés pour leurs prétendus crimes, et Erzsébet est emprisonnée. Désespérée de la séparation de son fils, elle se repose sur son lit et commence à chanter un hymne. Les flammes des bougies s'élèvent et l'engloutissent. Après avoir appris sa mort, Thurzó reconnaît qu'elle a une fois de plus fait le mouvement qu'il attendait le moins, comme quand ils jouaient autrefois aux échecs ensemble, et admet qu'il l'a toujours aimée.

## Fiche technique
- Titre original : Bathory
- Titre français : Bathory
- Réalisation : Juraj Jakubisko
- Scénario : Juraj Jakubisko
- Photographie : F.A. Brabec, Ján Duris
- Montage : Chris Blunden, Patrik Pass
- Musique : Simon Boswell, Jan Jirásek

## Distribution
- Anna Friel : Erzsébet Báthory (Élisabeth Báthory)
- Karel Roden : Thurzó
- Vincent Regan : Ferenc Nadasdy
- Hans Matheson : Le Caravage (Merisi Caravaggio)
- Deana Jakubisková-Horváthová : Darvulia
- Franco Nero : le roi Mathias II
- Antony Byrne : Pasteur Ponicky
- Bolek Polívka : Peter
- Jiří Mádl : Cyril
- Monika Hilmerová : comtesse Czobor
- Lucie Vondráčková : Lucia
- Jaromír Nosek : Miklós Zrínyi
- Marek Majeský : Gábor Báthory
- Marek Vašut : Bethlen
- Jana Olhová : Dora
- Michaela Drotárová : Erika
- Sandra Pogodová : Sára
- Beata Greneche : Ilona
- Eva Elsnerová : Beniczka
- Hana Vagnerová : Margita
- Andrej Hryc : le maire du village
- Karel Dobrý : le commandant de la garde
- René Stúr : le capitaine de Thurzo
- Vincenzo Nicoli : Zsigmond Báthory
- Karel Belohradský : Ficzko
- Pavel Kocí : le valet István
- Pavel Skrípal : Batthányi
- Pavol Boczárský : Pálífy
- Tim Preece : le cardinal Forgách
- Jan Vlasák : le juge Sirmiensis
- Petr Meissel : Zavodsky
- Zdenek Maryska : Forenczy
- Zdenek Podhurský : le précepteur Imre Megyeri
- Zuzana Frenglová : la propriétaire
- Tatiana Medvecká : Orsolya Nadasdy
- Jirí Hajdyla : comte Drugeth
- Upír Krejcí : moine
- Petr Jákl : le bossu
- Radek Hanacík : l'aubergiste
- Derek Dimir Pavelcík : Pál
- Ester Honysová : Anna
- Marie Boková : Anna - 4 ans
- Katarína I. Hanzelová : Katalin
- Gracie Friel : Katalin bébé
- Anicka Jurková : Erzsébet - 9 ans
- Katerina Petrovová : Erzsébet - 14 ans
- Martin Cerca : Ferenc - 18 ans
- Pavel Mádl : Cyril - 9 ans
- Vladimír T. Gottwald : le chef des gardiens du château de Sárvár